# Imanol Uribe
Imanol Uribe (ur. 28 lutego 1950 w San Salvador) – hiszpański reżyser, scenarzysta i producent filmowy pochodzenia baskijskiego. Dwukrotny zdobywca Złotej Muszli na MFF w San Sebastián za filmy Policzone dni (1994) oraz Bwana (1996). Za Policzone dni otrzymał również Nagrodę Goya dla najlepszego reżysera.
Jego żoną była aktorka María Barranco (1982-2004). Para wzięła rozwód. Mają córkę Andreę (ur. 1993).